# Piotr Polejowski
Piotr Polejowski (ur. 1734, zm. 26 kwietnia 1776 we Lwowie) – snycerz, architekt lwowski i królewski.

## Życiorys
Urodził się w 1734 z ojca Jana i matki Katarzyny, mieszczan lwowskich. Brat Jana i Macieja Polejowskich. Jego szwagrami byli snycerz Antoni Osiński i malarz Maciej Miller. W 1764 uzyskał wraz z innymi rzeźbiarzami lwowskimi zezwolenie na noszenie szabel i szpad. Prowadził samodzielną działalność artystyczną przynajmniej od 1760, być może opuścił Buczacz po śmierci Bernarda Meretyna, który zmarł w 1759. Kierownik i projektant robót przy restauracji katedry łacińskiej we Lwowie w latach 1765–1776, w podziemiach której został pochowany. Był żonaty z Marianną Pelczyńską (zm. 1781), miał z nią córkę Weronikę Teklę (ur. 1764, ochrzczoną w obecności Macieja Millera i Rozalii Osińskiej), i syna (ur. 1765).

## Prace
Zbigniew Hornung uważał, iż Piotr Polejowski niewątpliwie był uczniem Bernarda Meretyna. Piotr Krasny i Jakub Sito przypuszczają, że on najprawdopodobniej był najpojętniejszym uczniem Jana Jerzego Pinzla, a po śmierci mistrza stał się głównym «dziedzicem» jego sztuki.
- projekty ołtarze katedry łacińskiej we Lwowie (główny, Przemienienia Pańskiego i Św. Trójcy)
- projekt[8] i realizacja struktury oraz dekoracji rzeźbiarskiej ołtarza głównego w kościele Franciszkanów w Przemyślu (1761–1765, z wyjątkiem struktury retabulum wykonanej przez stolarza lwowskiego Michała Olaszkiewicza w 1765; dzieło jest udokumentowane)[b]
- projekt dzwonnicy przy kościele parafialnym w Nawarii (1766-1768)
- projekt kościoła parafialnego w Malechowie (obecnie wieś w rejonie żółkiewskim, zakończony w roku 1771 (lub 1772[9])
- projekt domu przy ul. Krakowskiej 24 we Lwowie (1775).
- 20 kwietnia 1775 mocno skrytykował wykonanie prac przy fundamentach cerkwi bazyliańskiej w Poczajowie według projektu architekta śląskiego Gotfryda Hoffmana; Polejowskiego należy uznać za właściwego twórcę cerkwi.
- rzeźby aniołów w kościele parafialnym p.w. Wszystkich Świętych w Hodowicy[6], zdaniem Piotra Krasnego i Jakuba Sita.

### Prace możliwe
- Andrzej Betlej wcześniej nie wykluczał możliwości jego udziału w budowie kościoła pw. św. Marii Magdaleny w Kąkolnikach[10], jednak później stwierdził, że taką atrybucję należy odrzucić[1].
- Projekt kościoła parafialnego w Kopyczyńcach[11]